# Étienne Colaud
Vous lisez un « article de qualité » labellisé en 2017.
Étienne Colaud ou Collault est un enlumineur et libraire français, actif à Paris entre 1512 et 1541.
Plusieurs documents d'archives permettent de savoir qu'il est installé sur l'île de la Cité et qu'il appartient à une famille des métiers du livre. Il possède une clientèle prestigieuse composée de plusieurs grands seigneurs, de prélats et du roi de France lui-même. Grâce à un livre d'heures portant son nom, une vingtaine de manuscrits lui sont attribués d'après leur style. Il s'agit aussi bien de livres religieux, de traductions d'ouvrages latins ou italiens en français, de romans de chevalerie mais aussi d'ouvrages imprimés enluminés. Il est principalement influencé par un autre enlumineur parisien, Jean Pichore, mais ses œuvres montrent qu'il noue des liens avec presque tous les autres artistes parisiens du livre de son époque.
Il assure dans le même temps les fonctions de libraire, c'est-à-dire d'entrepreneur et donneur d'ordres dans la réalisation de manuscrits, de l'écriture à la reliure. Il délègue pour cela la peinture des miniatures à des collaborateurs ponctuels ou réguliers restés anonymes et pour cela désignés notamment sous plusieurs noms de convention : « exécutant principal des Statuts », « Maître d'Anne de Graville » ou « Maître des Puys de Rouen ». Son atelier, désigné sous le nom de « Groupe Colaud », est ainsi probablement à l'origine d'une vingtaine de manuscrits supplémentaires. On lui doit enfin la réalisation d'une quinzaine de manuscrits produits en série des Statuts de l'ordre de Saint-Michel, commandés par le roi François Ier.

## Historiographie
Le nom d'Étienne Colaud est repéré pour la première fois dans un document d'archives par Léon de Laborde dès 1850. Il faut cependant attendre 1889 et Paul Durrieu pour lui attribuer un corpus d'œuvres : il s'agit de livrets des Statuts de l'ordre de Saint-Michel datés de la période de François Ier. Durrieu poursuit son étude du sujet et identifie de nouveaux livrets en 1911. Il constate cependant une grande hétérogénéité de style dans l'ensemble, ce qui lui fait penser que Colaud a dû assurer un rôle de libraire et non de seul enlumineur et que certaines miniatures ont dû être sous-traitées. Jules Guiffrey complète la biographie du personnage en exhumant de nouveaux documents des archives. C'est seulement en 1997 que les historiens de l'art s'intéressent de nouveau à lui : l'Américaine Myra Orth lui attribue un nouveau manuscrit, le Panégyrique de François Ier de René Bombelles (attribution contestée depuis). Une première étude universitaire, datée de 1999 et portant sur les livrets des Statuts de l'ordre, conclut à l'existence d'un « groupe Colaud », c'est-à-dire un groupe d'enlumineurs, auteurs des miniatures du corpus. De nouvelles œuvres sont attribuées à l'atelier au cours des années 2000 et la thèse de Marie-Blanche Cousseau en 2009 permet de constituer un corpus plus complet et une distinction nette est alors effectuée entre la main du maître et celle de ses collaborateurs.

## Éléments biographiques

### Traces dans les archives

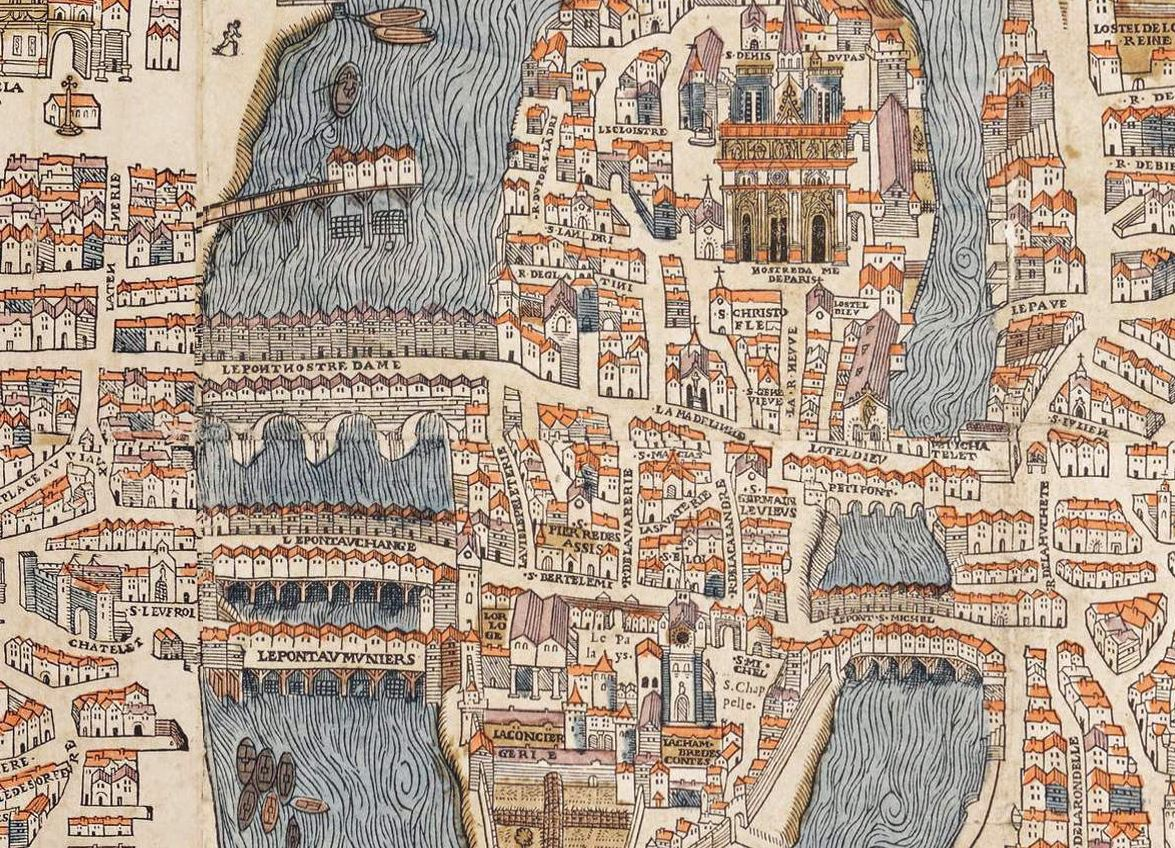
Vue du quartier où habite l'enlumineur, détail du plan de Truschet et Hoyau, 1552.

Plusieurs documents d'archives permettent de restituer une partie de la vie de l'enlumineur. La plus ancienne mention d'Étienne Colaud remonte à 1512, date à laquelle son nom se retrouve dans un livre d'heures. Il est donc déjà actif à cette date et sa date de naissance est située au plus tard à la fin du XVe siècle. Dans ce livre d'heures, il est indiqué qu'il habite alors rue de la Vieille-Draperie, près de la grande porte du palais de la Cité, devant l'église Saint-Pierre-des-Arcis, sur l'île de la Cité. Une quittance du 9 janvier 1523, de 72 livres tournois, donne son nom pour la réalisation de six livrets manuscrits contenant les chapitres, statuts et ordonnances de l'ordre de Saint-Michel, probablement à destination des chevaliers qui ont récemment rejoint cet ordre. En 1528, un nouveau paiement indique la réalisation de six nouveaux  livrets qu'il a écrits, enluminés, reliés et couverts. La rapidité d'exécution nécessaire pour ce travail fait penser qu'Étienne Colaud exerçait aussi le métier de libraire, faisant réaliser une partie de ces ouvrages en sous-traitance. Il dirige probablement la réalisation du livre, de sa copie, sa décoration, sa reliure et la fabrication de sa couverture, chaque étape étant assurée par un artisan différent. Il est néanmoins bien attesté comme enlumineur puisque le 23 décembre 1534, il est payé 36 sous par le chapitre Notre-Dame pour avoir peint des lettrines dorées dans quatre manuscrits récemment copiés. Il semble pour autant que son activité artistique baisse progressivement au profit de son activité d'entrepreneur dans le domaine du livre, beaucoup plus lucrative. Dans un contrat daté de 1540, pour lequel il assure un rôle de témoin, il est mentionné en tant que marchand.

### Sa famille

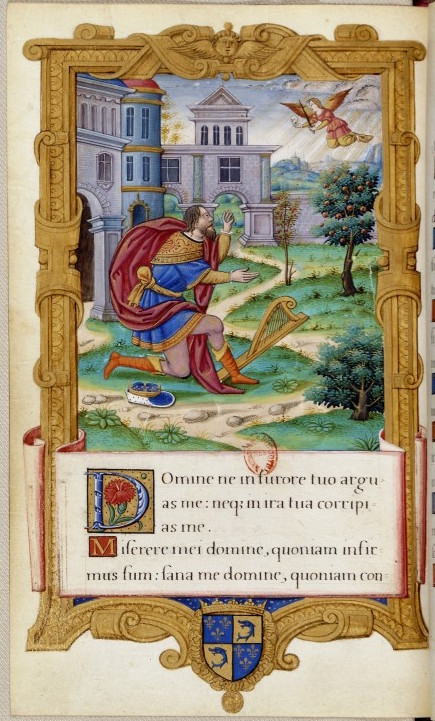
David pénitent, miniature attribuée à Martial Vaillant, gendre d'Étienne Colaud. Livre d'heures du Dauphin,, Bibliothèque nationale de France.

Sa mort intervient probablement entre décembre 1541, date du dernier document qui atteste encore de sa vie et juin 1542, date de l'inventaire de ses biens après décès. Cet acte notarié est extrêmement rare pour un enlumineur, signe qu'il a atteint un niveau de fortune non négligeable, possédant des terres dans les environs de Paris, notamment à Sceaux. Il est par ailleurs bien inséré dans le milieu du livre parisien par ses liens familiaux. Sa femme, Jeanne Patroullard, qui est probablement sa seconde épouse, décède en 1545, d'après la date de son testament. Son exécuteur testamentaire est Galliot du Pré, marchand libraire au palais de la Cité. Étienne Colaud a eu au moins quatre filles. La première, appelée Claude, épouse un parcheminier installé rue Saint-Jacques et sa quatrième, Marie, un enlumineur du nom de Martial Vaillant. Ce dernier, installé rue Neuve-Notre-Dame, assure en 1523 les fonctions de gouverneur de la confrérie de Saint-Jean-l'Évangéliste qui regroupe les métiers du livre. On lui attribue au moins un livre d'heures peint pour le dauphin, futur François II,.

### Sa clientèle
Les documents d'archives mais aussi les œuvres qui lui sont attribuées permettent de se faire une idée de ses principaux clients et du succès de son entreprise. Le plus prestigieux est le roi François Ier, qui, outre les livrets des Statuts de l'ordre de Saint-Michel, lui commande probablement un évangéliaire et un traité sur les souffrances de l'Italie. Un membre de son entourage, peut-être sa sœur Marguerite, commande un roman de chevalerie. Plusieurs membres de l'aristocratie font aussi partie de ses commanditaires : Guillaume de Montmorency ou son fils Anne, Marie d'Albret, comtesse de Nevers (mère de François de Nevers), Anne de Polignac, femme de Charles de Bueil qui le fait intervenir à trois reprises et peut-être Anne de Graville. C'est le cas aussi de prélats comme Philippe de Lévis ou François de Dinteville. Il travaille aussi pour des imprimeurs afin de décorer des exemplaires imprimés de prestige destinés à des grands, comme c'est le cas de Josse Bade, qui lui confie le décor d'un imprimé destiné au futur Charles Quint.

## Style du peintre

### Caractéristiques

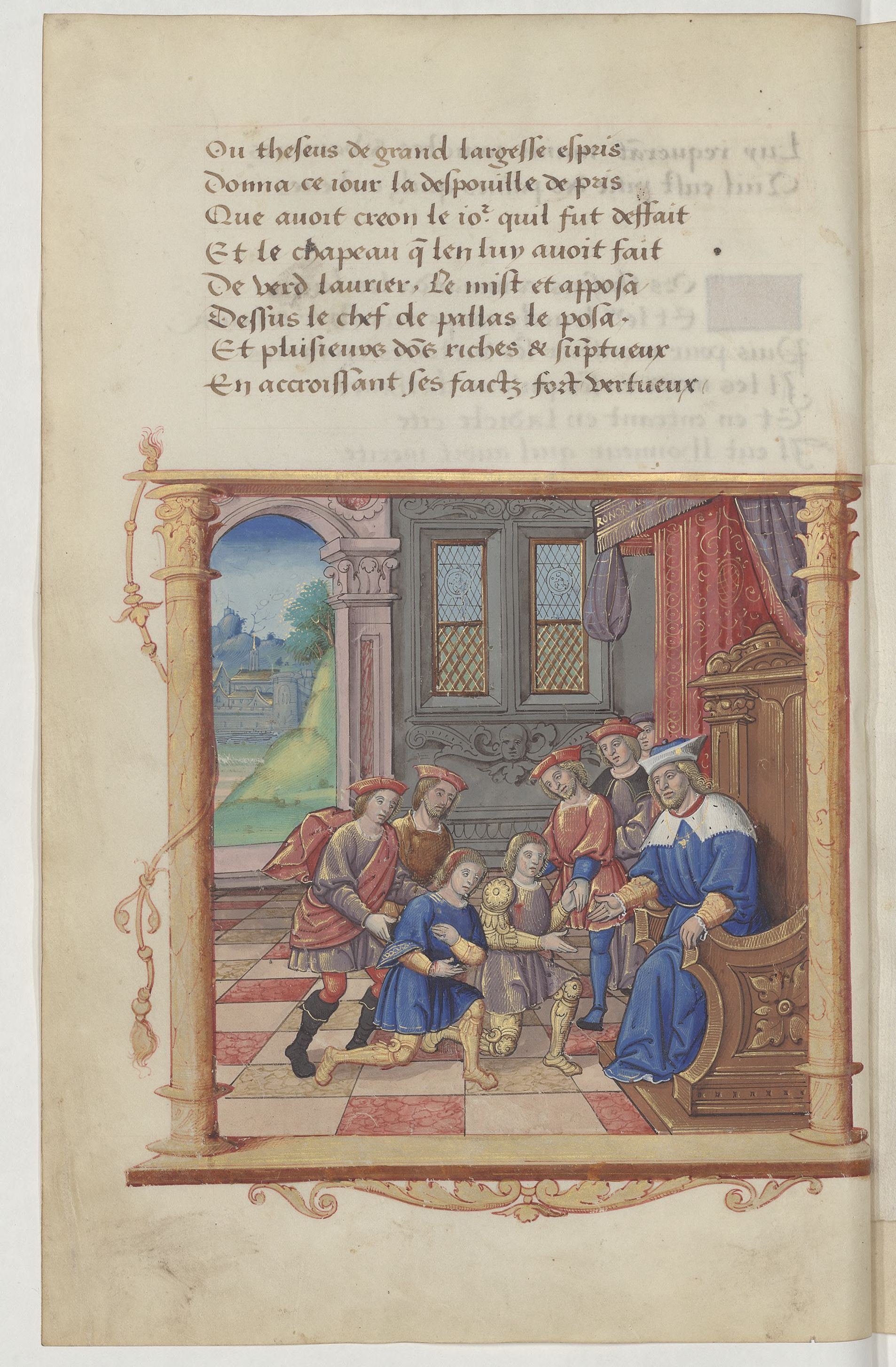
Palamon et Arcita devant Thésée, Roman de Palamon et Arcita,.

Le style des miniatures d'Étienne Colaud est défini à partir de la seule œuvre signée de sa main, le livre d'heures de 1512. Encore faut-il distinguer deux artistes au sein de cette œuvre : l'un d'entre eux, celui qui a réalisé quatre grandes miniatures, est considéré comme un membre de l'atelier de Jean Pichore ; l'autre, auteur de quinze autres grandes miniatures et des petites ainsi que probable maître d'œuvre du livre, est identifié comme Étienne Colaud.
L'art de Colaud se caractérise par des personnages aisément identifiables : ils sont marqués par un visage aux pommettes et joues en lavis rose, des traits de visages de couleur grise, avec des paupières bien marquées, des sourcils et bouches finement dessinés. Leurs cheveux sont souvent rehaussés d'or ou de jaune pour marquer leur volume et les boucles. L'artiste montre aussi un souci du détail dans le rendu des vêtements, de leur texture et de leurs plis. En dehors des miniatures traitées en grisaille, les miniatures utilisent les mêmes couleurs faites d'or, azur, vert franc, rouge, mauve, rose et plus rarement d'orange vif. Colaud utilise des motifs de décors ou d'architecture que l'on retrouve dans plusieurs de ses œuvres. Il s'agit par exemple des fleurs décorant les panneaux latéraux des chaires ou trônes, les colonnes renflées imitant le marbre ou encore des feuilles d'acanthe avec parfois, entre chaque, un visage.
Les œuvres de Colaud se caractérisent aussi par la réutilisation des mêmes compositions ou d'attitudes de personnages récurrentes : il s'agit par exemple de la disposition de la pièce et de la disposition des personnages à genoux dans une miniature représentant Palamon et Arcita aux pieds de Thésée (fo 8 vo) et dans les frontispices des Mémoires de Philippe de Commynes (fo 1 ro) et du Policraticon (fo 3 ro). Ses scènes de l'adoration des mages sont souvent similaires, entre celle du livre d'heures de François de Dinteville (fo 62 ro) et celle du lectionnaire-évangéliaire de Philippe de Lévis (p. 15), tout comme celles représentées dans les deux évangéliaires, celui de François Ier (fo 71 vo) et celui de la bibliothèque Sainte-Geneviève (fo 12 ro),.

### Influences
Plusieurs enlumineurs contemporains ou légèrement plus anciens influencent le style et les compositions de Colaud. L'artiste dont il est le plus proche est l'enlumineur parisien Jean Pichore. Il collabore avec plusieurs membres de son atelier et il reprend aussi ses compositions, Pichore lui ayant probablement prêté des cahiers de manuscrits qu'il a réalisés ou bien des modèles recopiés. Ainsi, il réutilise le Couronnement de la Vierge d'un livre d'heures de Pichore conservé à la Morgan Library pour une Assemblée céleste dans l'Oraison de Jésus Christ (fo 3 ro). Il est indirectement influencé par l'enlumineur tourangeau Jean Poyer, notamment par certaines des miniatures des Heures de Guillaume Briçonnet, dont il a connaissance probablement par l'intermédiaire d'une copie en possession de l'atelier de Pichore. Selon l'historienne de l'art américaine Myra Orth, Colaud a même probablement été formé au sein de cet atelier, le visage des femmes qu'il dessine rappelant celles de Pichore.

Miniatures d'artistes ayant influencé Colaud ou influencés par lui
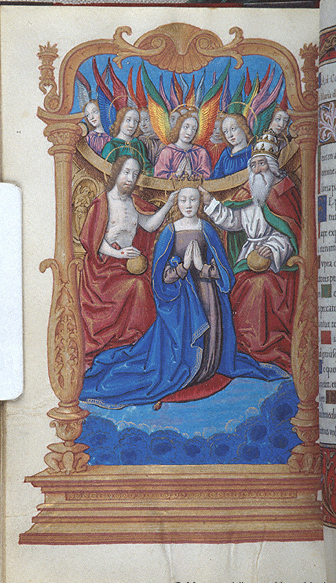
Le Couronnement de la Vierge, Jean Pichore. Livre d'heures, Morgan Library.
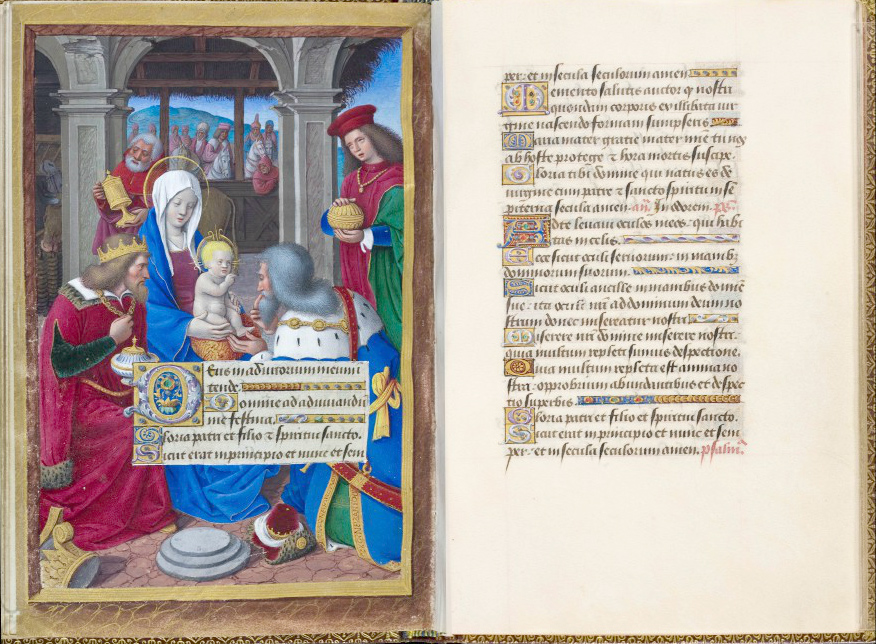
L'Adoration des Mages, Heures de Guillaume Briçonnet, Jean Poyer, Tyler Museum.
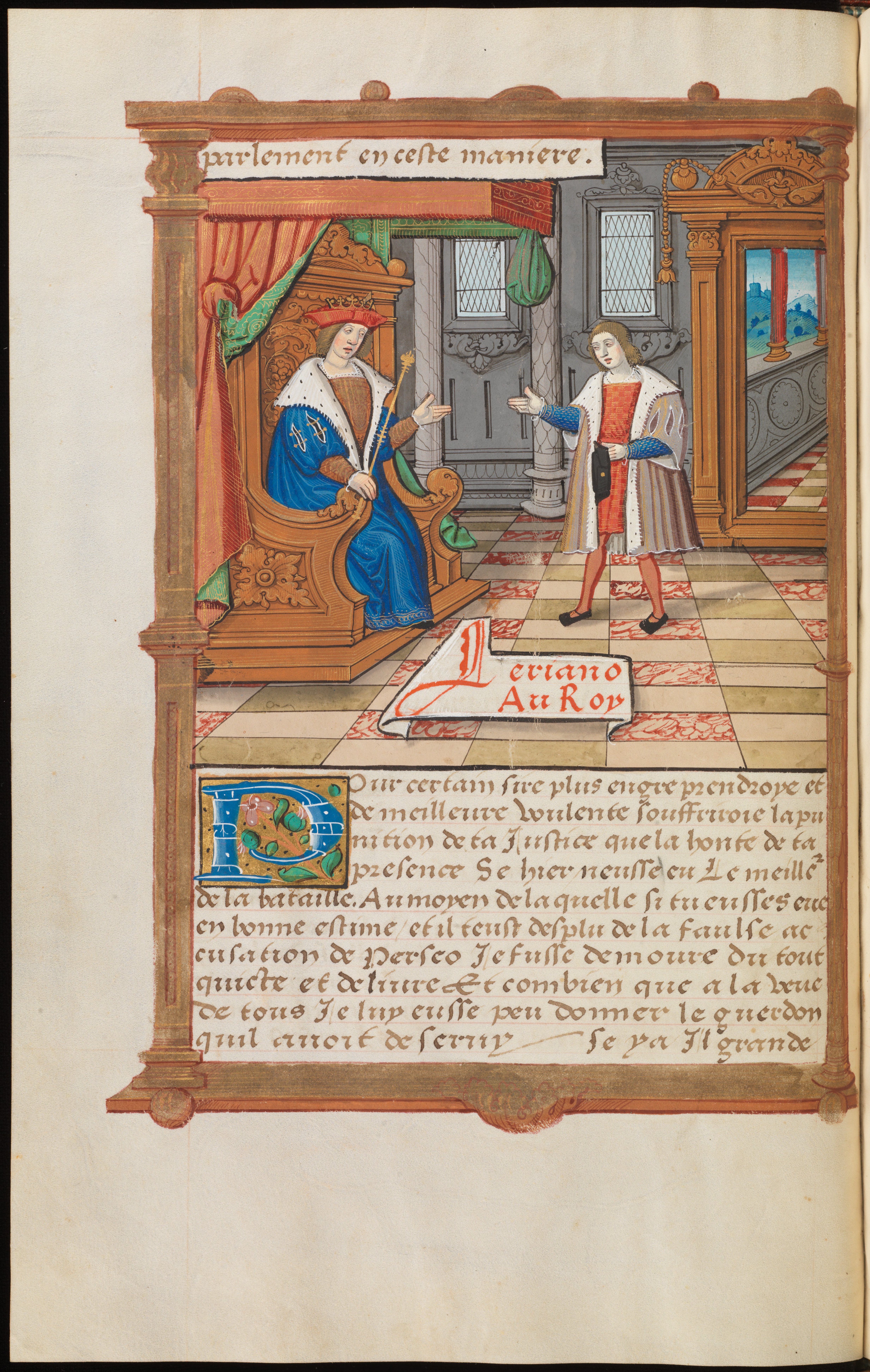
Lérian devant le roi, Roman de Lérian et Lauréolle, Maître des Entrées parisiennes, Fondation Martin Bodmer.

Il reprend aussi des modèles de Noël Bellemare, avec qui il collabore dans le Roman de Lérian et Lauréolle,. Ces influences montrent que, du point de vue du style, Colaud entretient là encore des liens étroits avec les grands noms de l'enluminure parisienne de son époque. Seul le Maître de François de Rohan ne semble pas entretenir de rapport d'influence direct avec Colaud, même s'il prend sa suite dans l'achèvement d'au moins un manuscrit. Pour ce qui est de l'atelier du Maître des Entrées parisiennes, c'est plutôt Colaud qui lui fournit des modèles, par exemple dans un exemplaire du Roman de Lérian et Lauréolle conservé à Genève, influencé par des miniatures du Roman de Palamon et Arcita,.
L'autre source d'influence d'Étienne Colaud réside dans la gravure de son époque. Les estampes présentes dans les livres imprimés par Antoine Vérard à son époque influencent plusieurs de ses compositions : la scène de la Bataille de Fornoue représentée dans une édition de La Mer des histoires imprimée vers 1506 à Lyon se retrouve dans la miniature sur le même sujet dans les Mémoires de Commynes et le frontispice de La Victoire du roy contre les Véniciens imprimée en 1510 par Antoine Vérard se retrouve partiellement dans celui de la Vie de saint Jérôme. Il réutilise aussi la marque de Josse Bade de 1507 représentant l'imprimeur au travail pour sa miniature d'un livre d'heures imprimé. Il va chercher aussi des modèles plus lointains, notamment chez Albrecht Dürer : la miniature de la naissance et baptême de saint Jérôme reprend l'estampe de la naissance de la Vierge dans le cycle de la Vie de la Vierge de 1511. Il reproduit aussi des personnages dans l'arrestation du Christ des Heures de Dinteville issus de l'estampe sur le même sujet dans la Petite Passion de 1511.

Estampes ayant influencé des miniatures de Colaud
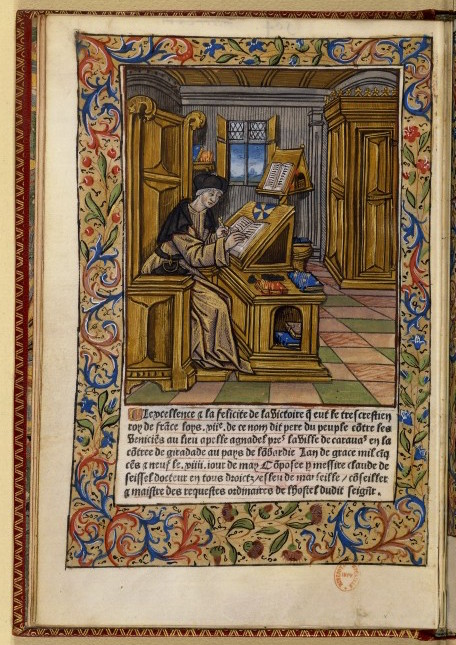
Frontispice coloré de La Victoire du roy contre les Véniciens, 1510.
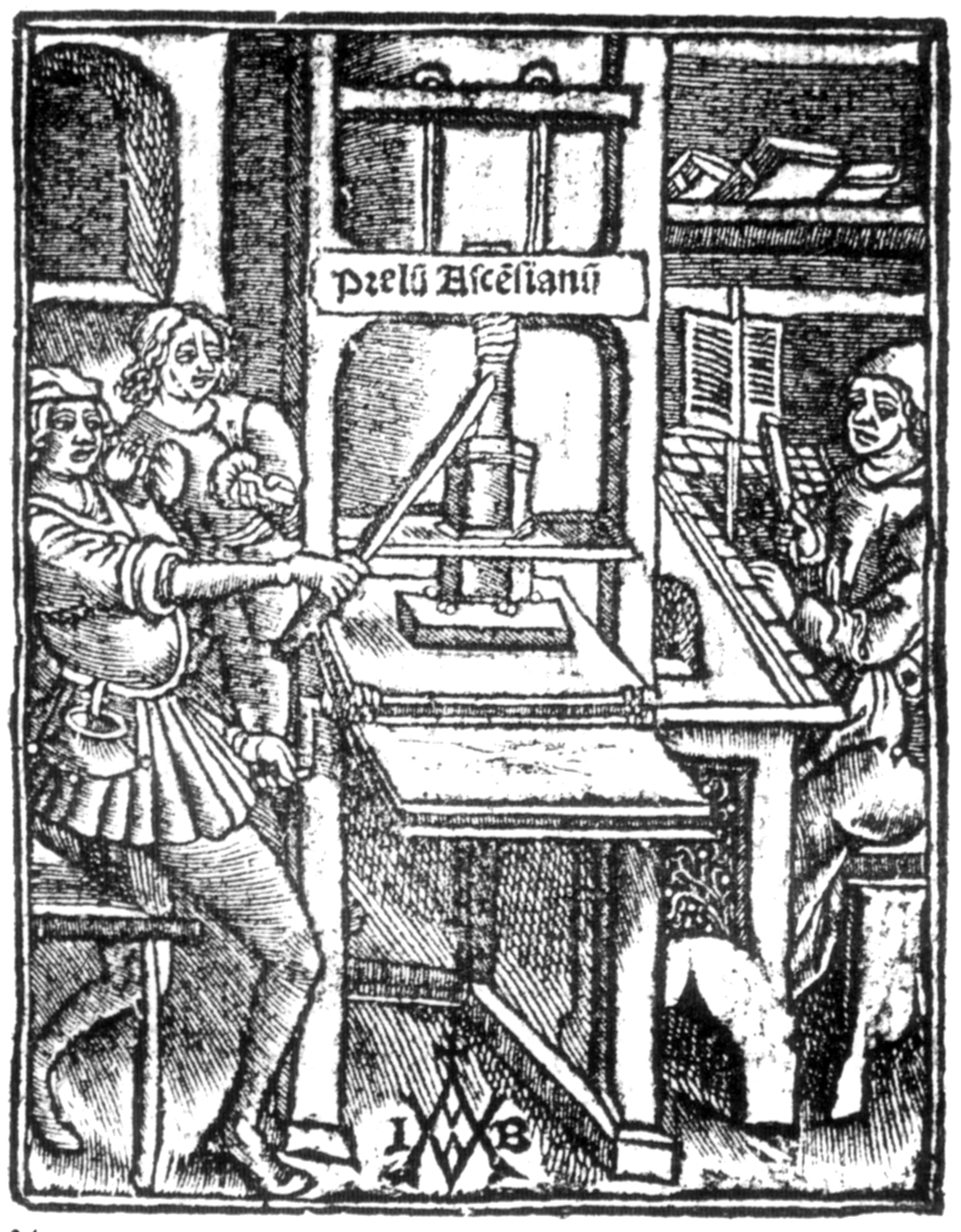
Marque d'imprimeur de Josse Bade, vers 1507.
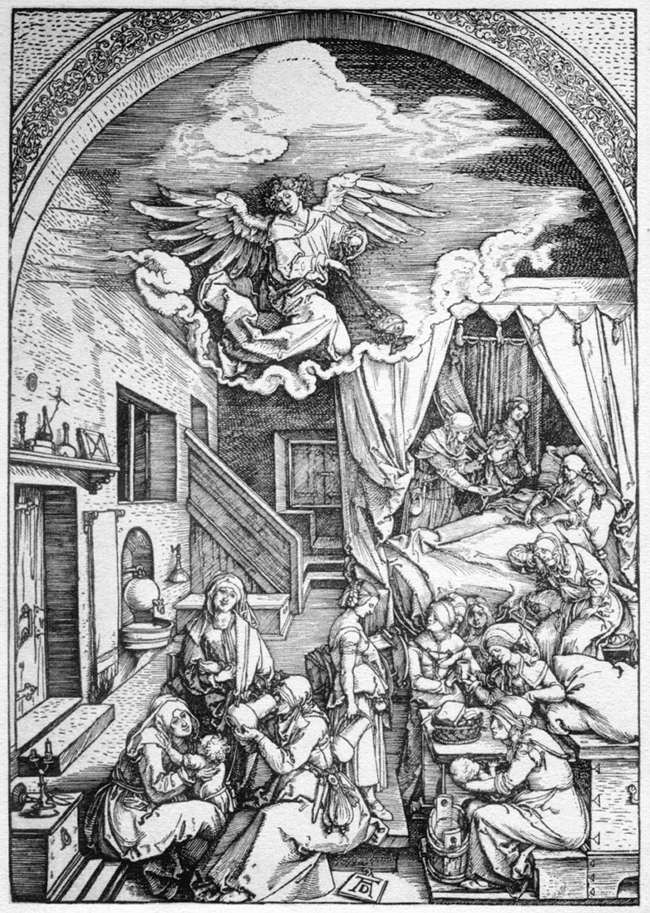
Naissance de la Vierge, Vie de la Vierge, Albrecht Dürer, 1511.
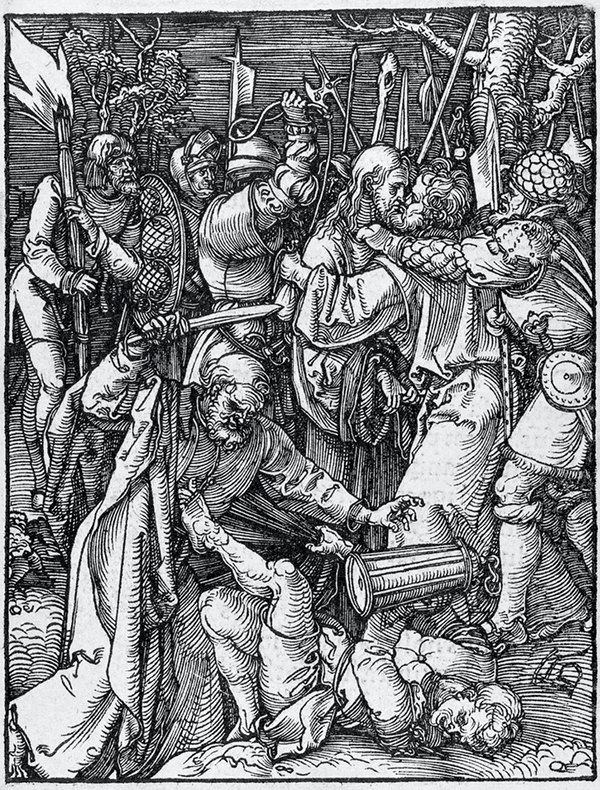
L'arrestation du Christ, Petite Passion, Dürer, 1511.

## Œuvres attribuées

### Enluminures de la main de Colaud
Une vingtaine d'œuvres lui sont attribuées au total selon la liste établie en 2011 par Marie-Blanche Cousseau. Il s'agit d'une production très variée comprenant aussi bien des livres d'heures, encore très courants dans la production enluminée de cette époque, que des livres liturgiques, d'autres ouvrages religieux, des ouvrages profanes. Il contribue enfin à la décoration d'exemplaires de prestige de livres imprimés destinés à des personnages importants de la période.
Étienne Colaud a très fréquemment travaillé avec d'autres enlumineurs comme collaborateurs, si bien qu'il a longtemps été difficile de distinguer la main de Colaud de celle des autres artistes qui ont pu travailler avec lui à la réalisation des décors d'un même manuscrit. Voilà pourquoi certains ouvrages lui ont longtemps été attribués avant que Marie-Blanche Cousseau ne les rende finalement à des collaborateurs, dont le style reste proche. C'est la raison pour laquelle les historiens de l'art préfèrent parler de « groupe Colaud » pour désigner l'ensemble des artistes et de leurs œuvres se rattachant à lui. Rares sont les ouvrages dans lesquels Colaud est le seul intervenant. On constate aussi une évolution au cours du temps dans ses contributions. Il est encore particulièrement actif en tant qu'enlumineur jusqu'à la fin des années 1520. Ensuite, il n'intervient plus que très ponctuellement et semble se contenter de son activité de libraire et de donneur d'ordres pour la création de manuscrits.
| Titre                                                                                         | Date             | Lieu de conservation                                                          | Description | Exemple d'enluminure                                                     |
| --------------------------------------------------------------------------------------------- | ---------------- | ----------------------------------------------------------------------------- | --- | ------------------------------------------------------------------------ |
| Livre d'heures à l'usage de Rome                                                              | 1512-1513        | Collection particulière                                                       | 103 folios, 13,2 × 7,8 cm, 19 grandes et 20 petites miniatures, dont 4 grandes par un collaborateur. Contient la souscription d'Étienne Colaud.                                        | Saint Jean à Patmos, fo 7 ro                                             |
| Livre d'heures à l'usage de Rome                                                              | 1525 (vers)      | Bibliothèque bodléienne, Douce 135                                            | Miniatures peintes avec un collaborateur. | La Création, fo 17 vo.                                                   |
| Livre d'heures de François de Dinteville                                                      | 1525-1526        | British Library, Add.18854                                                    | Exécuté avec un collaborateur. | Trahison de Judas, fo 18 ro.                                             |
| Missel de François de Dinteville                                                              | 1525-1530 (vers) | Bibliothèque nationale de France, Lat. 9446                                   | 142 folios, 33,5 × 22,5 cm, seules les miniatures en pleine page sont de la main de l'artiste, les petites de deux collaborateurs.                                                     | Dieu le père et les évangélistes, fo 70 ro.                              |
| Évangéliaire pour les fêtes de toute l'année, à l'usage de l'Abbaye Sainte-Geneviève de Paris | 1525-1530 (vers) | Bibliothèque Sainte-Geneviève, Ms. 106.                                       | 252 folios, 35,5 × 25,5 cm, 18 miniatures. 2 miniatures du maître, 8 de l'« exécutant principal des Statuts » et 8 autres du Maître des Puys de Rouen et du Maître d'Anne de Graville. | L'entrée du Christ à Jérusalem, fo 1 ro.                                 |
| Évangéliaire de François Ier                                                                  | 1525             | Bibliothèque nationale russe, Saint-Pétersbourg, Lat. Q.v.I, 204.             | Peint en collaboration avec l'« exécutant principal des Statuts », complété par le Maître de François de Rohan et un collaborateur en 1546.                                            | L'entrée du Christ à Jérusalem, fo 1 ro.                                 |
| Évangéliaire-lectionnaire de Philippe de Lévis                                                | 1527             | coll. part., passé en vente chez Heribert Tenschert en 1989-1991              | Offert au chapitre-cathédrale de Mirepoix. Miniatures peintes avec un collaborateur.                                                                                                   | L'Adoration des mages, p. 15.                                            |
| Oraison de Jésus-Christ qui est le Pater noster et le Credo                                   | 1525-1531 (vers) | Bibliothèque nationale de France, Fr. 19246                                   | 76 folios, 21,8 × 14 cm. 1 miniature. Manuscrit destiné à un membre de la famille Montmorency.                                                                                         | L'Assemblée céleste, fo 3 ro.                                            |
| Vie, mort et miracles de saint Jérôme                                                         | 1520-1525 (vers) | Bibliothèque de l'université Brigham Young, Provo (Utah), ms. Quarto 091H532. | 149 folios, 35 × 24,5 cm, 5 miniatures de la main de l'artiste. Manuscrit pour Anne de Polignac.                                                                                       | Naissance et baptême de saint Jérôme, fo 11 vo.                          |
| Paraboles de Salomon                                                                          | 1520-1525 (vers) | Coll. part., passé en vente chez Sotheby's le 6 juillet 2011 (lot 125)        | Manuscrit pour Anne de Polignac. |                                                                          |
| Statuts de l'ordre de Saint-Michel à un destinataire inconnu                                  | 1526 (vers)      | Bibliothèque nationale de France, Fr. 19815                                   | 67 folios, 20,5 × 13,8 cm. 2 miniatures. | Le roi présidant une assemblée de l'ordre, fo 11 ro.                     |
| Policraticon de Jean de Salisbury (second tome)                                               | 1520-1525 (vers) | Bibliothèque Sainte-Geneviève, Ms. 1145                                       | 235 folios, 35 × 23,5 cm. 1 miniature sur un feuillet au volume. Manuscrit destiné à Anne de Graville.                                                                                 | Jean de Salisbury enseignant, fo 3 ro.                                   |
| Des cas des nobles hommes et femmes de Boccace                                                | 1530 (vers)      | Bibliothèque nationale de France, Fr. 130                                     | 402 folios, 45 × 34,5 cm. Miniatures peintes avec un collaborateur. | Mort de Marcus Manlius Capitolinus, fo 141 ro.                           |
| Roman de Lérian et Lauréolle de Diego de San Pedro (en)                                       | 1525-1530 (vers) | Bibliothèque nationale de France, Fr. 2150                                    | 105 folios. En collaboration avec Noël Bellemare, auteur du frontispice. Peut-être à destination de Marguerite de Navarre.                                                             | Perséus perd sa main, fo 30 vo.                                          |
| Roman de Palamon et Arcita d'Anne de Graville                                                 | 1520-1524 (vers) | Bibliothèque de l'Arsenal, Ms. 5116                                           | 83 folios, 24 × 16,3 cm. 13 miniatures, en collaboration avec l'« exécutant principal des Statuts » et le Maître d'Anne de Graville (?).                                               | Anne de Graville faisant don de son ouvrage à Claude de France, fo 1 vo. |
| Mémoires de Philippe de Commynes                                                              | 1520-1525 (vers) | Bibliothèque nationale de France, NAF 20960                                   | 213 folios, 30 × 25 cm. Manuscrit pour Anne de Polignac. | Philippe de Commyne donnant son ouvrage au roi, fo 2 ro.                 |
| L'Instruction d'un prince chrétien d'Érasme                                                   | 1523 (vers)      | Bibliothèque Sainte-Geneviève, Ms. 2217                                       | 168 folios, 25,8 × 17,3 cm. 1 miniature. Ouvrage commandé par Marie d'Albret pour son fils François de Clèves, comte de Nevers                                                         | Le Songe de Gabaon, fo 2 vo.                                             |
| Breve trattato delle afflittioni d'Italia [Bref traité sur les souffrances de l'Italie]       | 1530 (vers)      | New York Public Library, Spencer 81                                           | 58 folios, 17,6 × 12 cm. 4 miniatures. En collaboration avec l'« exécutant principal des Statuts ».                                                                                    | La personnification de la ville de Rome.                                 |
| Chants royaux sur la Conception couronnés au Puy de Rouen                                     | 1530 (vers)      | Bibliothèque nationale de France, Fr. 1537                                    | 125 folios. 1 miniature de la main du maître (fo 16 vo.), les autres sont attribuées au Maître des Puys de Rouen et au Maître d'Anne de Graville.                                      | Les teinturiers, fo 16 vo.                                               |
| Quolibeta Magistri d'Henri de Gand                                                            | 1518, 22 août    | Bibliothèque nationale de France, Rés. Vélins 343-344                         | Imprimé par Josse Bade à Paris, in-folio. 1 miniature de frontispice. |                                                                          |
| Heures à l'usage de Rome                                                                      | 1525, 16 janvier | Bibliothèque de l'Arsenal, RÉS-8°-T-2547                                      | Livre imprimé par Geoffroy Tory et Simon de Colines (édition partagée), Paris. 1 miniature de frontispice.                                                                             | Frontispice de l'ouvrage, imprimeur au travail.                          |

### Les manuscrits desStatuts de l'ordre de Saint-Michel
Les œuvres de Colaud les plus célèbres et les mieux connues par les textes sont les exemplaires des Statuts de l'ordre de Saint-Michel. Il s'agit du texte régissant le fonctionnement de cet ordre de chevalerie fondé par Louis XI et perpétué par ses successeurs et notamment François Ier. Ce dernier commande des exemplaires manuscrits de ces Statuts destinés aux différents chevaliers reçus au sein de l'ordre. Dix-neuf manuscrits de cette période sont encore recensés au sein de collections publiques françaises ou européennes dont dix-sept ont probablement été réalisés en série à l'initiative de Colaud. Il est difficile d'établir à quelles personnalités ils étaient destinés car ils comportent rarement des indices héraldiques ou des dédicaces écrites. Cependant, il est possible de distinguer différentes mains ayant pris part dans la réalisation des miniatures qui les illustrent. Il s'agit la plupart du temps d'une grande miniature en pleine page représentant le roi assis sur un trône entouré de ses chevaliers. Bien qu'enlumineur, Étienne Colaud n'a réalisé la décoration que d'un seul manuscrit. Il a délégué ce travail considérable et urgent à plusieurs collaborateurs ponctuels et auxquels il a probablement fourni des modèles. Plusieurs exemplaires peuvent être regroupés en fonction de leur contenu et du style de leurs miniatures.
Sept manuscrits sont de facture identique, à la fois dans le texte et dans le style de la miniature. Cinq d'entre eux peuvent être attribués à un seul artiste que Marie-Blanche Cousseau désigne sous le nom d'« exécutant principal des Statuts ». Les deux autres, très proches, sont néanmoins donnés à d'autres artistes.

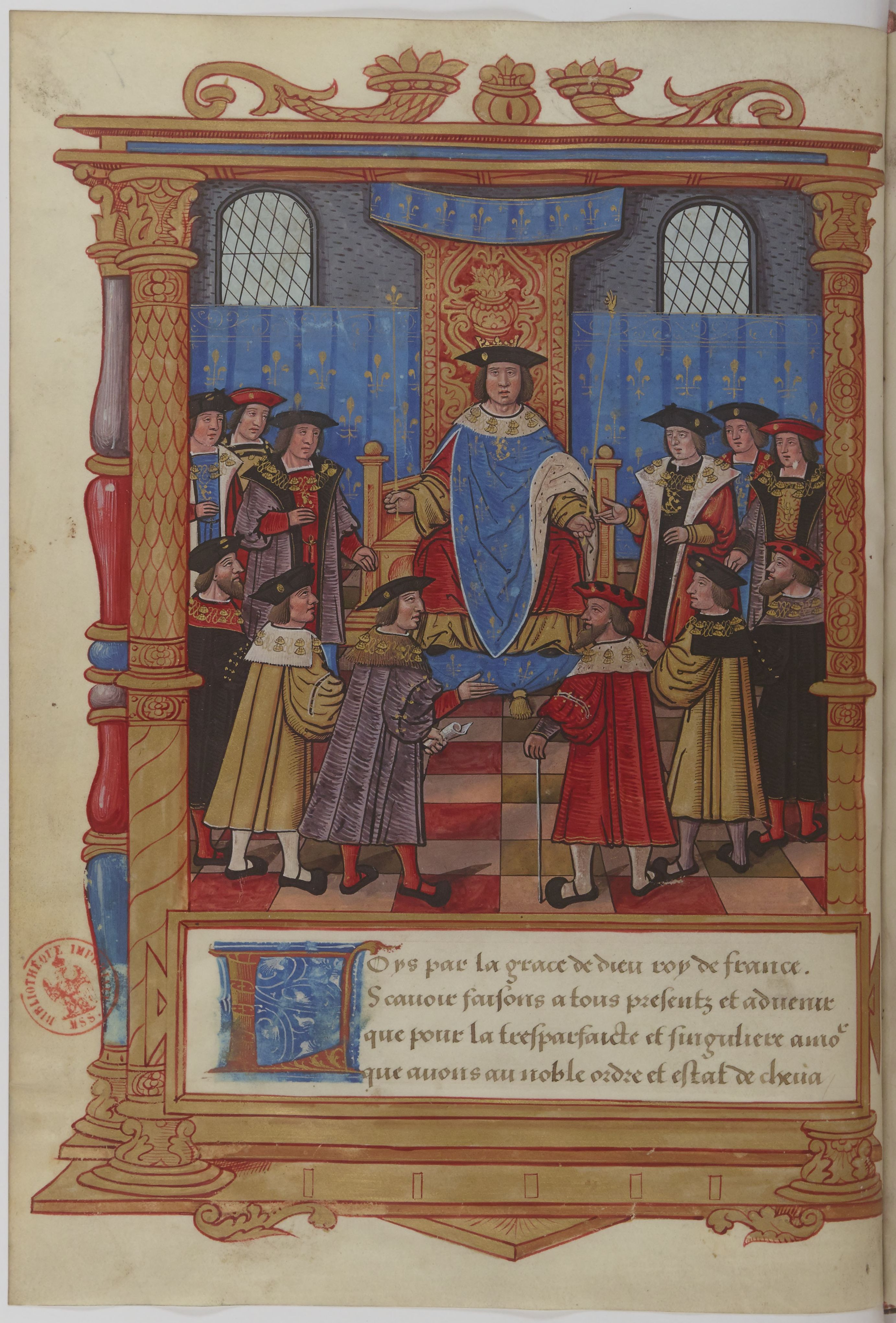
BnF, Fr. 14361, fo 7 vo.
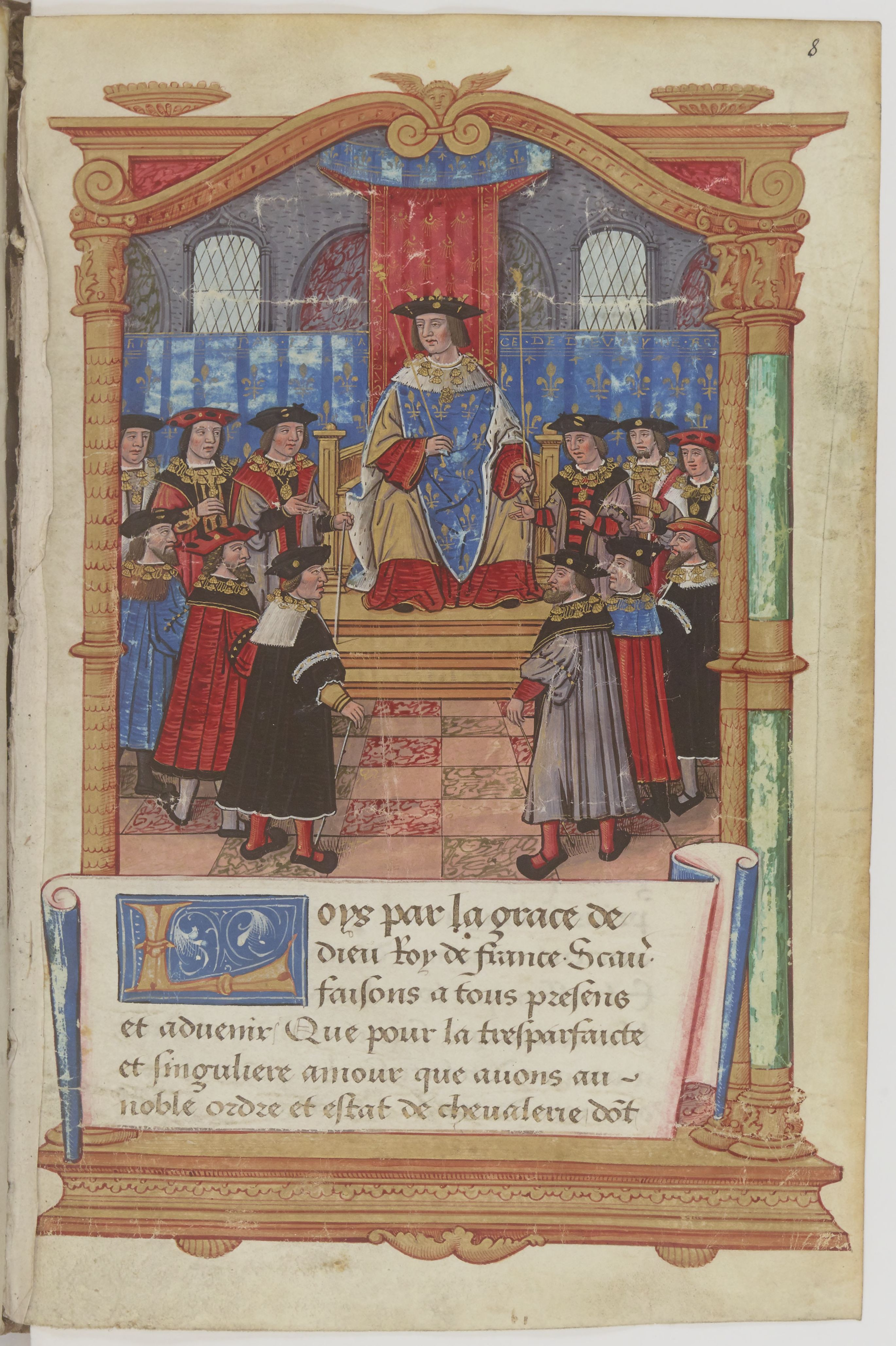
BnF, Fr. 14365, fo 8 ro.
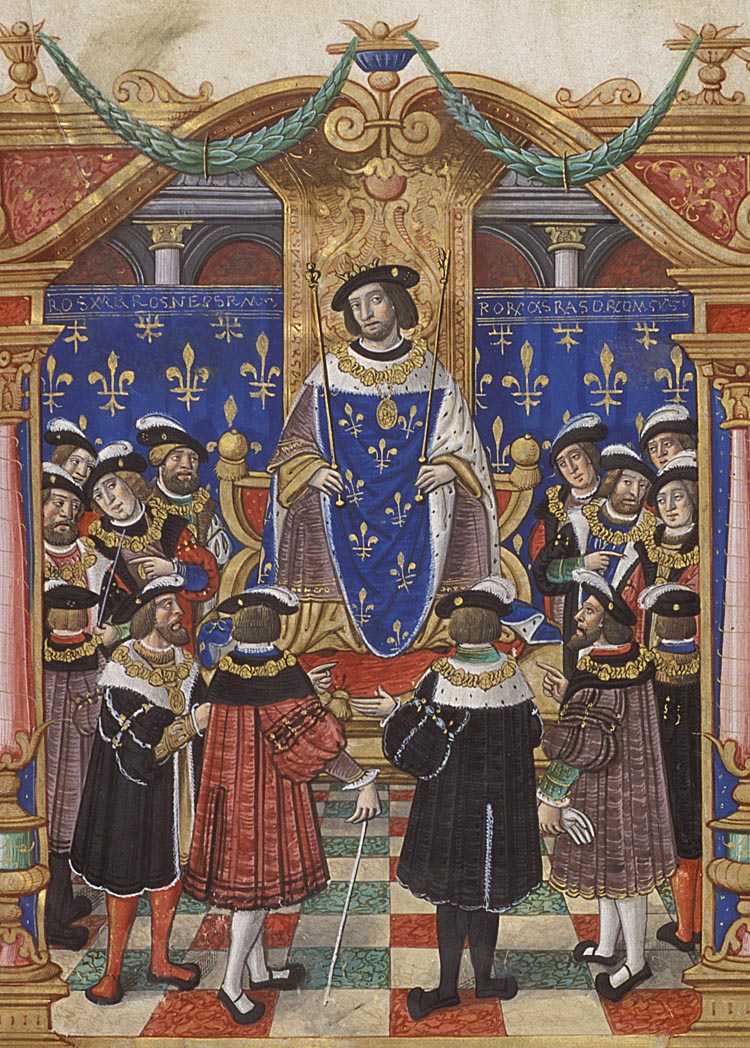
Musée Meermanno, 10C8, fo 8 ro.
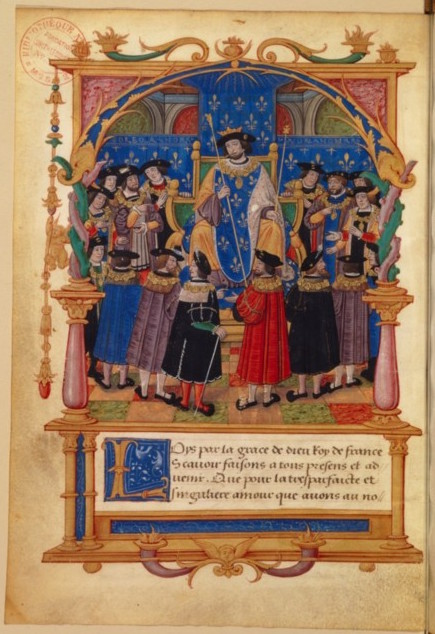
BnF, Smith-Lesouef 76, fo 7 vo.

Un autre groupe est constitué de cinq manuscrits, possédant le même texte et les mêmes décorations secondaires. Un sixième manuscrit leur a probablement servi de modèle, même si la miniature est légèrement différente. Le groupe est attribué à un autre collaborateur d'Étienne Colaud.

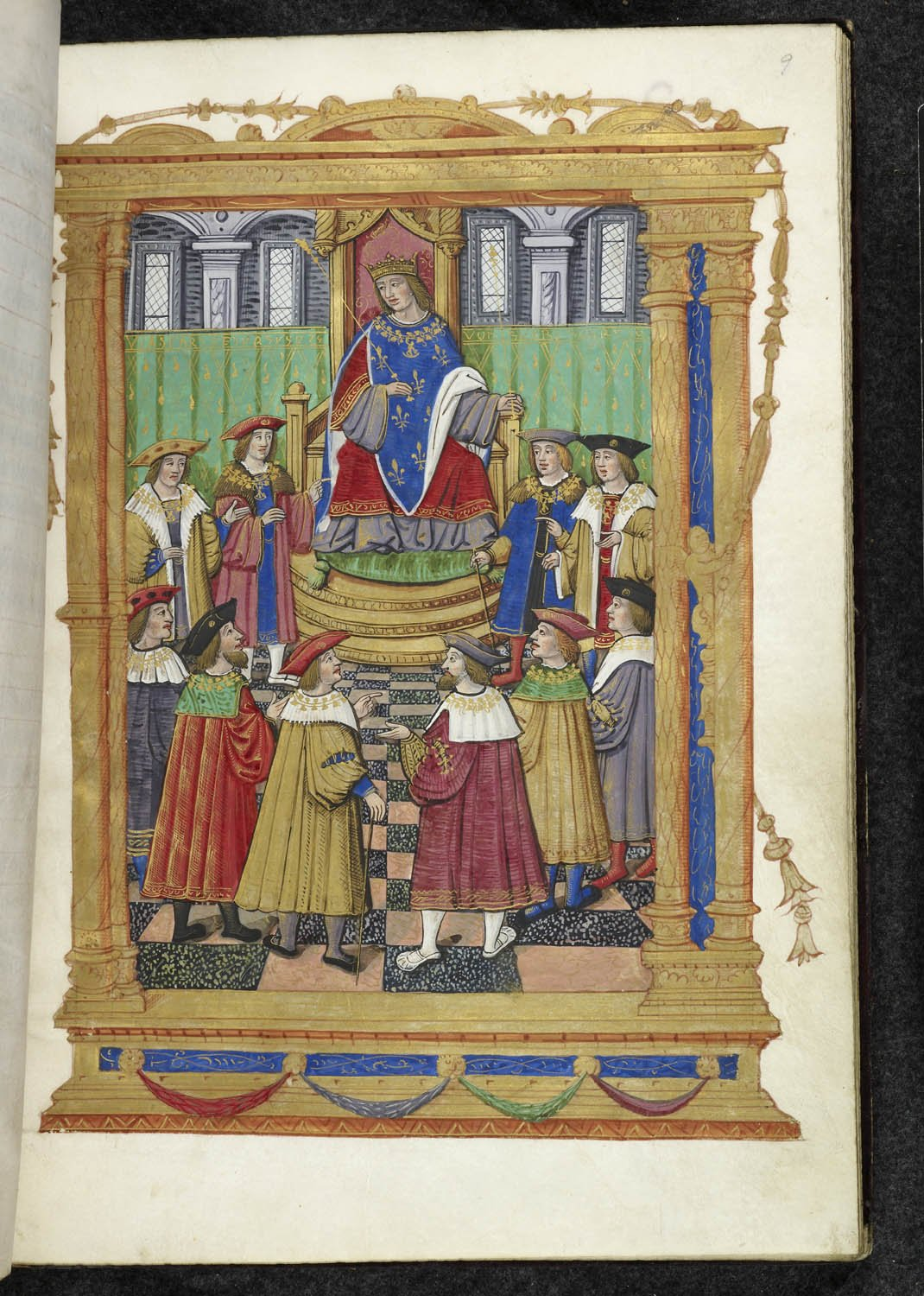
British Library, Harley 4485, fo 9 ro.
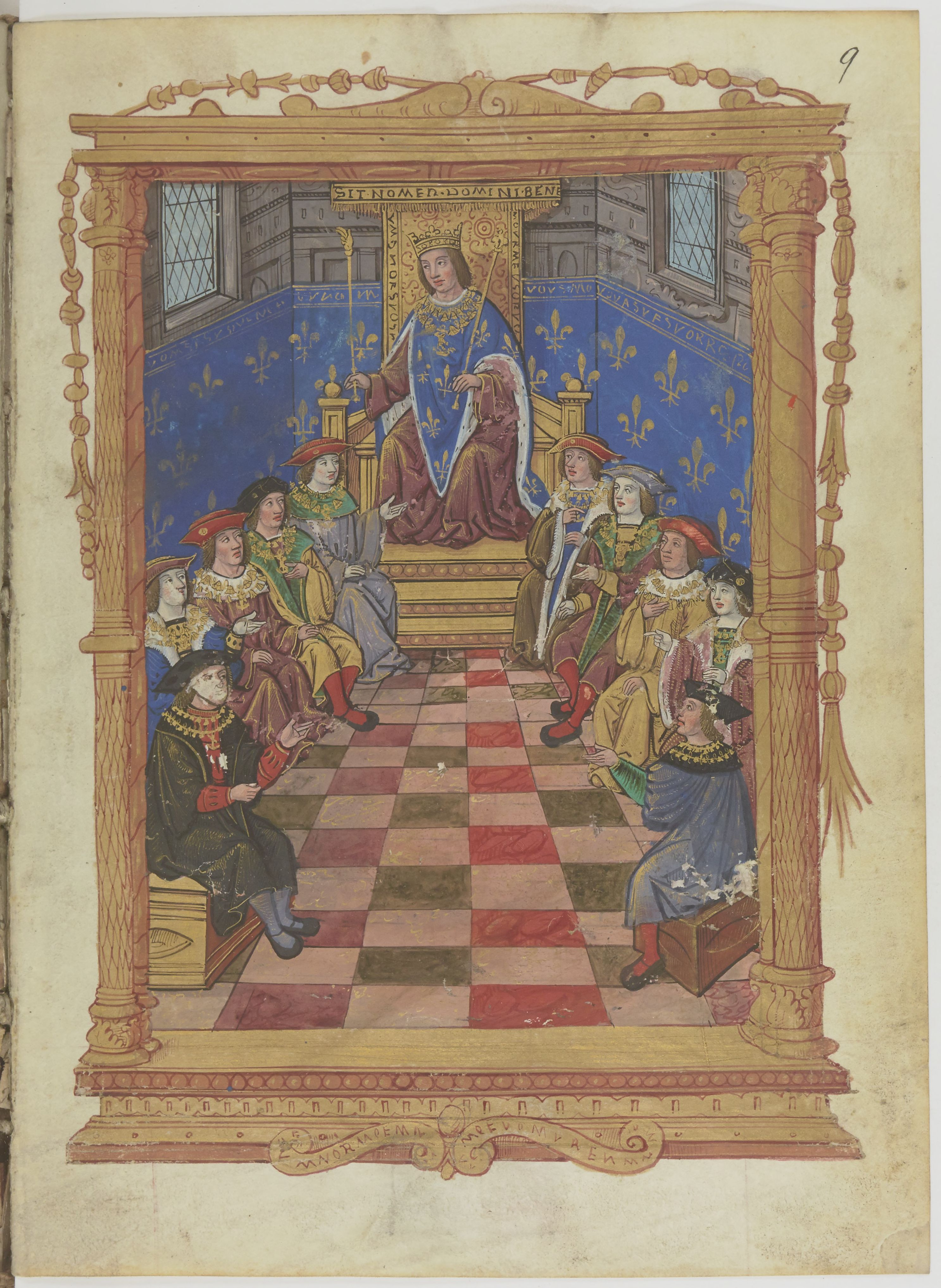
BnF, Fr. 19816, fo 9 ro.
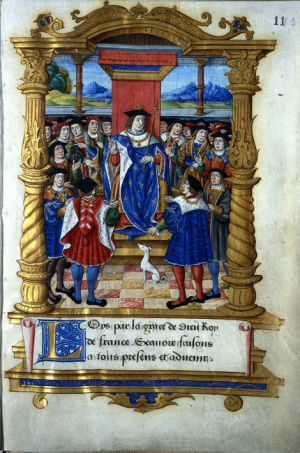
Exemplaire du roi Henri VIII, National Archives, E36/276.

Deux autres manuscrits se distinguent par leur forme et semblent avoir été réalisés de manière plus ponctuelle : il s'agit d'un exemplaire réalisé en 1527 pour le roi d'Angleterre Henri VIII et un autre réalisé par un artiste influencé par un autre enlumineur parisien, Noël Bellemare.

### Les enluminures attribuées à ses collaborateurs

#### L'exécutant principal desStatuts
Étienne Colaud a travaillé principalement avec un collaborateur. Cet artiste a, outre son travail sur les Statuts de l'ordre de Saint-Michel en collaboration avec Colaud, travaillé avec ce dernier à de nombreuses reprises. Mais il a aussi une œuvre propre et autonome ce qui semble indiquer qu'il possédait son atelier et supervisait des collaborateurs. À partir des années 1525, il prend même le dessus sur Colaud, dirigeant probablement la réalisation de certains manuscrits et confiant une partie de leur réalisation à son collègue, comme c'est le cas pour l'évangéliaire de François Ier. Il est à l'origine des miniatures présentes dans les manuscrits suivants, tous réalisés dans les années 1520-1540.
| Titre                                                             | Date             | Lieu de conservation | Description | Exemple d'enluminure                                          |
| ----------------------------------------------------------------- | ---------------- | --- | --- | ------------------------------------------------------------- |
| Mémoires de Philippe de Commynes                                  | 1518-1524 (vers) | Musée Dobrée, Nantes, Ms. XVIII                                                                                             | 37,5 × 27 cm, 224 folios. 14 miniatures. Commandé par Jean d'Albret, sire d'Orval.                                                                       | Les prétendants de Marie de Bourgogne, fo 84 vo.              |
| Panégyrique de François Ier par René Bombelles                    | 1531             | Musée Condé, Chantilly, Ms. 892                                                                                             | 30,7 × 21,3 cm, 97 folios, 3 grandes miniatures. | Ecclesia Lutheranorum, fo 26 ro.                              |
| Réponse à Érasme d'Alberto Pio da Carpi                           | 1530-1536        | BnF, Fr. 462 | 21 × 12,1 cm, 221 folios. 1 miniature de frontispice. | Frontispice, fo 1 vo.                                         |
| Pontifical de Philippe de Lévis                                   | 1520-1537 (vers) | Bibliothèque de Bordeaux, Ms. 1859                                                                                          | 23,2 × 16,1 cm, 94 folios. 1 grande miniature. | Crucifixion, fo 5 ro.                                         |
| Traité sur l'art de la Guerre de Bérault Stuart d'Aubigny         | 1525-1550 (vers) | Coll. part. ; passé en vente chez Sotheby's, 29 juin 2007 (lot 26) puis chez Dr. Jorn Gunther Rare Books AG, cat.9 (lot 24) | 20,6 × 14,8 cm, 56 folios. 7 miniatures. |                                                               |
| Livre d'heures à l'usage de Rome                                  | 1520 (vers)      | Morgan Library and Museum, New York, M. 632                                                                                 | 16,5 × 9,5 cm, 150 folios, 17 miniatures. | Crucifixion, fo 133 vo.                                       |
| Livre d'heures à l'usage de Rome                                  | 1531 (vers)      | BnF, Lat. 10563 | 20 × 13 cm, 175 folios, 18 miniatures. | Christ au Mont des Oliviers, fo 18 vo.                        |
| Le Paradis de Dante traduit par François Bergaigne                | 1524-1525 (vers) | BnF, NAF 4119 | 20 × 14 cm, 118 folios. 7 miniatures en pleine page. Commandé par Antoine Duprat.                                                                        | Dante et Béatrice à Florence, fo 88 vo.                       |
| Verbum Caro Factum est. Paraphrase sur les paroles de l'évangile. | 1532-1536        | BnF, Fr. 25453 | 17,5 × 12,5 cm, 44 folios. Commandé pour le dauphin François.                                                                                            | Frontispice, l'auteur écrivant, fo 2 vo.                      |
| huit antiphonaires                                                | 1528-1530        | Musée conventuel de la Co-cathédrale Saint-Jean de La Valette, Malte, livres I à VIII                                       | Commandés par Philippe de Villiers de L'Isle-Adam, grand maître de l'ordre de Saint-Jean de Jérusalem.                                                   | Le Christ chassé du Temple, miniature du Volume II, fo 28 ro. |
| Registre du procès criminel du connétable de Bourbon.             | 1528-1535        | BnF, Fr. 5109 | 31,5 × 26 cm, 484 folios. 2 miniatures peintes par un collaborateur d'Étienne Colaud et du principal exécuteur des Statuts. Commandé par Antoine Duprat. | Frontispice, le roi présidant un lit de justice.              |

Dans ses miniatures, il reprend à plusieurs reprises des modèles et des compositions déjà présentes dans ses collaborations avec Étienne Colaud. C'est le cas de la Présentation au temple de l'évangéliaire de la bibliothèque Sainte-Geneviève qui est reprise dans un des antiphonaires de Malte, ou encore le Christ chassé du temple de l'évangéliaire de François Ier toujours reprise dans un des antiphonaires. Autre exemple, la miniature représentant la cour du duc de Bourgogne dans le Commynes de Nantes reprend la composition des miniatures des Statuts. À l'inverse, il se distingue de Colaud par des détails stylistiques. Il s'agit de décors spécifiques à ses miniatures tels que des encadrements faits de colonnes renflées et d'un arc en accolade, des scènes d'intérieur comportant un mur percé de fenêtres et recouvert d'une courtine, des trônes ornés de boules sur les montants, des frises décoratives placées en haut des murs et des ouvertures couronnées par un arc formant des rouleaux. Ses personnages sont représentés le plus souvent avec une pomme d'Adam très apparente et des visages éclairés autour des yeux et à la base du cou.

#### Maître des Puys de Rouen

L'atelier de l'imprimeur, miniature attribuée au Maître des Puys de Rouen, Chants royaux...,.

Il a travaillé à plusieurs reprises avec Étienne Colaud, notamment sur le manuscrit rouennais qui lui a donné son nom de convention et dont il est le principal contributeur. Il est actif à Paris entre 1520 et 1540. Son style se caractérise par des personnages à la mâchoire carrée, des modelés lourds et des encadrements architecturaux volumineux. Outre les collaborations avec Colaud, quelques autres manuscrits lui sont attribués : un évangéliaire pour un évêque de la famille Duprat, un livre d'heures passé sur le marché de l'art à Londres chez le marchand Sam Fogg ou encore un autre livre d'heures mise en vente chez le marchand d'art spécialisé Les Enluminures en 2008,. L'historien de l'art allemand Eberhard König a proposé de l'identifier au peintre parisien Henri Laurer, actif à Mirepoix. Cependant, cette identification et les attributions liées n'ont pas rencontré de consensus chez les historiens.

#### Maître d'Anne de Graville
Cet artiste parisien, actif entre 1520 et 1530, doit son nom de convention à sa participation à la décoration du Roman de Palamon et Arcita écrit par Anne de Graville. Son style se distingue de celui de Colaud par une touche de pinceau plus douce, des traits de plume moins marqués et la proportion plus réduite de ses personnages. Il s'est vu attribuer par Myra Orth, outre ses collaborations avec Colaud, une miniature dans un pontifical pour Philippe de Lévis (fo 22 vo),.

### Autres manuscrits attribués
Plusieurs manuscrits passés en salle de vente ont depuis la parution de l'ouvrage de référence sur Colaud, été attribué à l'artiste, sans forcément avoir été validés par des publications universitaires :
- Livre liturgique en latin, 16,2 × 11,2 cm, avec 10 page enluminées attribuées à l'atelier de Colaud, passé en vente chez Artcurial le 11 décembre 2018, lot 35[60]
- Psautier férial en français pour Claude d'Urfé, vers 1520-1530, 7 miniatures attribuées à l'exécutant principal des Statuts, passé en vente chez Giquello & Associés (Drouot), le 4 juin 2021 (lot 18)[61]
- Missel de François de Dinteville, probablement commandé en même temps que le missel et le livre d'heures, vers 1525, 9 grandes miniatures, attribuées à l'atelier, passé en vente à la librairie Les Enluminures[62].
- Statuts de l'ordre de Saint-Michel, exemplaire enluminé destiné à René de Savoie, oncle de François Ier, vers 1523, 48 folios, passé en vente chez le libraire Jorn Günther, Bâle[63]
- Missel de Guy de Baudreuil, abbé commendataire de Saint-Martin-aux-Bois et conseiller de Louis de Savoie, vers 1520, manuscrit démembré dont 14 feuillets sont identifiés, avec plusieurs sont passés en vente : Présentation de la Vierge, Couronnement de la Vierge, Annonciation, Sainte Marthe (Dallas Public Library (en)), Saint Nicolas (coll. part.), Assomption (Les Enluminures, Catalogue 15, no 33), Transfiguration (Pittsburgh, Carnegie Museum of Art, inv. no. 80.29[64]), Messe des morts (coll. part.), Naissance de la Vierge, Christ et ses apôtres (coll. part., USA), Sainte Catherine (coll. part., USA), Marie Madeleine (Les Enluminures), Sainte Trinité (coll. part., USA), Messe de mariage (Christie's, 13 juillet 2022, lot 18)[65].
- Miniature isolée : Transport du corps mort d’un saint martyr (Saint Etienne ?) et procession de la Fête-Dieu, 12,2 × 22,4 cm, vente chez Millon (Drouot) le 19 mai 2022, lot 7[66]
- Traduction de L’Education d’un prince chrétien d'Érasme, avec un grand frontispice enluminé, commandé par Guy de Baudreuil pour François Ier, ancienne collection des Montmorency puis des princes de Condé, passé en vente chez Coutau-Bégarie (Drouot) le 14 octobre 2022, lot 38[67], acquis par le musée Condé, Chantilly.

### Tableau

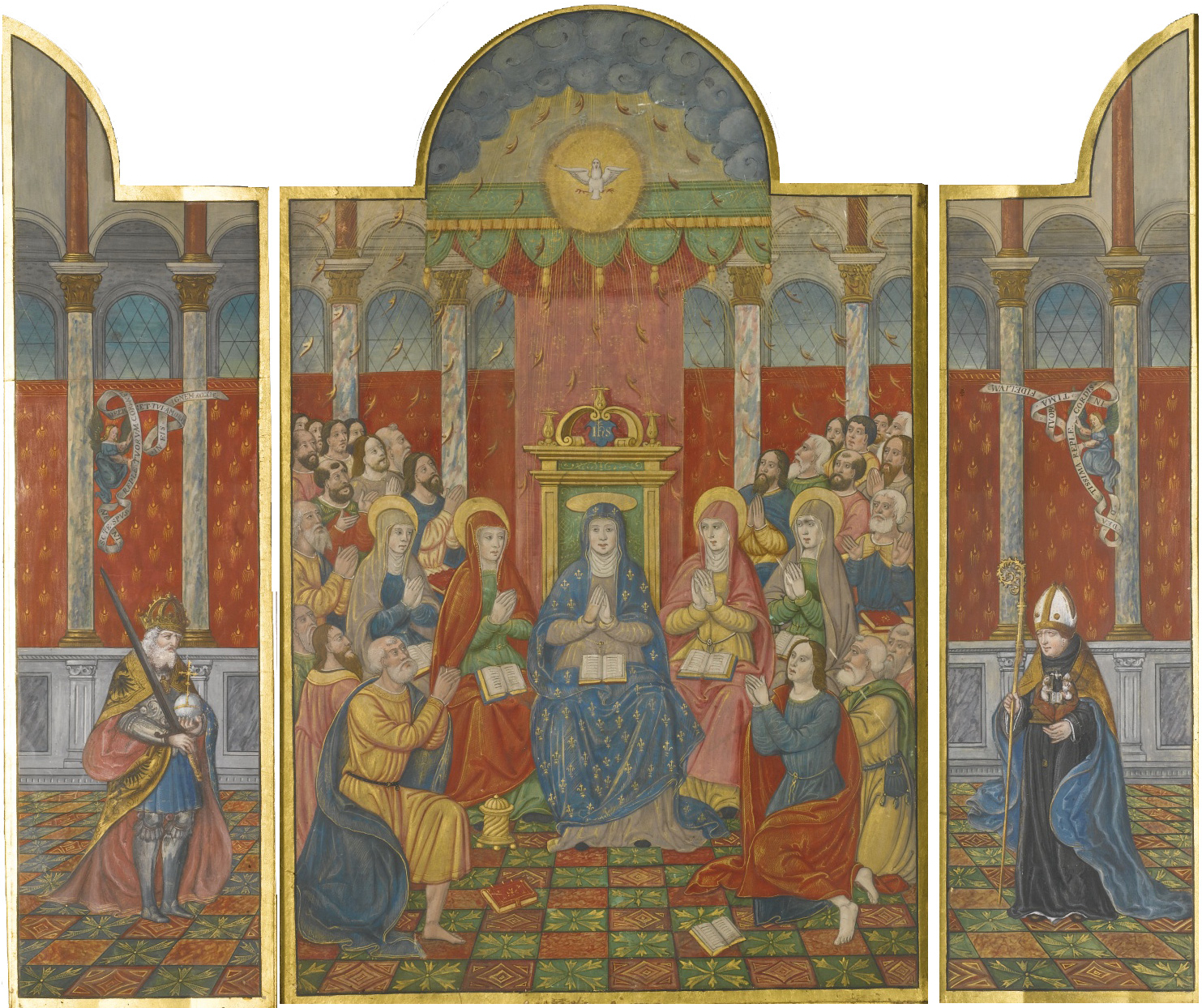
Triptyque, collection particulière.

Un petit triptyque peint sur vélin de 44 × 28,5 cm, apparu en vente publique fin 2013, est attribué en partie à Étienne Colaud. Il s'agit du panneau central d'une Pentecôte représentant, au centre, la Vierge Marie vêtue d'un manteau fleurdelisé. Les panneaux latéraux, attribués au Maître de François de Rohan, représentent Charlemagne et Augustin d'Hippone. Le support du tableau, adapté à la dévotion privée, et les personnages représentés indiquent une destination royale.

### Manuscrits cités
1. ↑  Musée Condé, Chantilly, Ms. 892.
2. ↑  Bibliothèque nationale de France, Nouvelles Acquisitions Latines 104.
3. 1 2 3  Bibliothèque nationale russe, Saint-Pétersbourg, ms. Lat. Q.v.I, 204.
4. 1 2 3  Bibliothèque de l'Arsenal, Paris, Ms. 5116.
5. 1 2  Bibliothèque nationale de France, Nouvelles Acquisitions Françaises 20960.
6. ↑  Bibliothèque Sainte-Geneviève, Paris, Ms. 1145.
7. 1 2  British Library, Londres, Add. MS. 18854.
8. ↑  coll. part.
9. 1 2  Bibliothèque Sainte-Geneviève, Paris, Ms. 106.
10. ↑  Morgan Library and Museum, New York, M. 85.
11. ↑  Tyler Museum, Haarlem, Ms. 78.
12. ↑  Bibliothèque nationale de France, Fr. 2150.
13. ↑  Fondation Martin Bodmer, Cologny, Cod.149.
14. ↑  Bibliothèque de l'Université Brigham Young, Provo (Utah), ms. Quarto 091H532.
15. ↑  BnF, Fr. 19815.
16. ↑  BnF, Fr. 14361, 14365 ; Bibliothèque nationale russe, Saint-Pétersbourg, ms. Fr. Q.v.II,2 ; Musée Meermanno, La Haye, 10 C 8 ; Biblioteca dei Girolamini, Naples, ms. C.F.1-3.
17. ↑  BnF, Smith-Lesouëf 76 et Bibliothèque ambrosienne, Milan, F.277 Inf. no 59.
18. ↑  BnF, Fr. 19818 ; British Library, Harley 4485 ; Biblioteca Trivulziana , Milan, Cod.1394 ; Bibliothèque bodléienne, Oxford, Rawl.C888 ; Bibliothèque apostolique vaticane, ms. Reg. lat. 626.
19. ↑  BnF, Fr. 19816.
20. ↑  National Archives, Londres, E36/276.
21. ↑  Bibliothèque d'État de Russie, Moscou, Fonds 183, numéro 1034.
22. ↑  Musée Dobrée, Nantes, Ms. XVIII.
23. ↑  BnF, Fr. 1537.
24. ↑  Bibliothèque municipale de Grenoble, Ms. 30 (650G).
25. ↑  Bibliothèque municipale, Poitiers, Ms. 822.

### Autres
1. ↑  Léon de Laborde, La Renaissance des arts à la cour de France, vol. 2, Paris, 1850-1855.
2. ↑  Paul Durrieu, « Les manuscrits à peintures de sir Thomas Philipps à Cheltenham », Bibliothèque de l'école des Chartes, t. L,‎ 1889, p. 381-432 (DOI 10.3406/bec.1889.447570).
3. ↑  Paul Durrieu, Les manuscrits des Statuts de l'ordre de Saint-Michel, Paris, 1911, 35 p..
4. ↑  Jules Guiffrey, Artistes parisiens du XVIe et XVIIe siècles, Paris, Imprimerie nationale, 1915, notice 33.
5. ↑  (en) Myra Orth, « Dedicating Women. Manuscript Culture in the French Renaissance : the case of Anne de Graville and Catherine d'Amboise », Journal of the Early Book Society, t. 1,‎ 1997, p. 17-47.
6. ↑  Marie-Blanche Cousseau, Recherches sur Étienne Collault, enlumineur parisien documenté de 1523 à 1541 (mémoire de DEA sous la direction de Guy-Michel Leproux), École pratique des hautes études, 2000.
7. ↑  Cousseau 2009.
8. ↑  Cousseau 2016, p. 85-86.
9. ↑  Cousseau 2016, p. 86-89.
10. ↑  Cousseau 2016, p. 192.
11. ↑  Cousseau 2016, p. 91-94.
12. ↑  Cousseau 2016, p. 181.
13. ↑  Cousseau 2016, p. 185-186.
14. ↑  Cousseau 2016, p. 182-184.
15. ↑  Cousseau 2016, p. 91-94 et 197-199.
16. ↑  Orth 2015, p. 285-286.
17. ↑  Cousseau 2016, p. 197-199 et 202.
18. ↑  Cousseau 2016, p. 200 et 209.
19. ↑  Cousseau 2016, p. 193-195.
20. ↑  Cousseau 2016, p. 175-213.
21. ↑  Cousseau 2016, p. 172 et 204.
22. ↑  Cousseau 2016, p. 209-210.
23. ↑  (en) « reproduction des miniatures », sur Bodleian Library - LUNA (consulté le 15 janvier 2017).
24. ↑  (en) « Notice du ms. », sur Catalogue Archives and Manuscripts British Library (consulté le 24 février 2017).
25. ↑  « Notice du manuscrit », sur Catalogue Archives et manuscrits de la BnF (consulté le 23 février 2017).
26. ↑  « Notice du manuscrit », sur CaLAMES (consulté le 23 février 2017).
27. ↑  « Notice du manuscrit », sur Catalogue Archives et manuscrits de la BnF (consulté le 23 février 2017).
28. ↑  (en) « Description et miniatures du ms », sur DScriptorium (consulté le 24 février 2017).
29. ↑  « Notice du manuscrit », sur Catalogue Archives et manuscrits de la BnF (consulté le 23 février 2017).
30. ↑  « Notice du manuscrit », sur CaLAMES (consulté le 23 février 2017).
31. ↑  « Notice du manuscrit », sur Catalogue Archives et manuscrits de la BnF (consulté le 23 février 2017).
32. ↑  « Notice du manuscrit », sur Catalogue Archives et manuscrits de la BnF (consulté le 23 février 2017).
33. ↑  « Notice du manuscrit », sur Catalogue Archives et manuscrits de la BnF (consulté le 23 février 2017).
34. ↑  « Notice du manuscrit », sur Catalogue Archives et manuscrits de la BnF (consulté le 23 février 2017).
35. ↑  « Notice du manuscrit », sur CaLAMES (consulté le 23 février 2017).
36. ↑  (en) « Notice du manuscrit », sur NYPL (consulté le 23 février 2017).
37. ↑  « Notice du manuscrit », sur Catalogue Archives et manuscrits de la BnF (consulté le 23 février 2017).
38. ↑  « Notice bibliographique », sur Catalogue de la BnF (consulté le 23 février 2017).
39. ↑  Cousseau 2016, p. 116-144.
40. ↑  Cousseau 2016, p. 149-153.
41. ↑  Cousseau 2016, p. 144-146.
42. ↑  Cousseau 2016, p. 132-144.
43. ↑  Cousseau 2016, p. 215-218.
44. ↑  « Notice du manuscrit », sur CaLAMES (consulté le 23 février 2017).
45. ↑  « Notice du manuscrit », sur Catalogue Archives et manuscrits de la BnF (consulté le 24 février 2017).
46. ↑  « Notice du catalogue en ligne », sur Bibliothèque de Bordeaux (consulté le 24 février 2017).
47. ↑  (en) « Notice du manuscrit », sur Catalogue Corsair de la Morgan Library (consulté le 24 février 2017).
48. ↑  « Notice du manuscrit », sur Catalogue Archives et manuscrits de la BnF (consulté le 24 février 2017).
49. ↑  « Notice du manuscrit », sur Catalogue Archives et manuscrits de la BnF (consulté le 24 février 2017).
50. ↑  « Notice du manuscrit », sur Catalogue Archives et manuscrits de la BnF (consulté le 24 février 2017).
51. ↑  « Notice du manuscrit », sur Catalogue Archives et manuscrits de la BnF (consulté le 24 février 2017).
52. ↑  Cousseau 2016, p. 220-221.
53. ↑  Cousseau 2016, p. 219-220 et 224-225.
54. ↑  Orth 2015, p. 298.
55. ↑  (en) « Book of Hours (unidentified use) - notice », sur Les Enluminures (consulté le 9 mars 2017).
56. ↑  Cousseau 2016, p. 205.
57. ↑  (de) Eberhard König, Gabriele Bartz et Héribert Tenschert, Leuchtendes Mittelalter, Neue Folge, t. III, Ramsen/Rotthalmünster, Ant. Bib. H. Tenschert, 2000, notice 24.
58. ↑  Cousseau 2016, p. 79.
59. ↑  Orth 2015, p. 290.
60. ↑  « Attribué à l’atelier d’Étienne Colaud (Collault) Livre liturgique en latin », sur Artcurial (consulté le 22 octobre 2022).
61. ↑  « Psautier férial.En français, manuscrit », sur Drouot.com (consulté le 22 octobre 2022).
62. ↑  « Psalter of François de Dinteville », sur Les Enluminures (consulté le 22 octobre 2022).
63. ↑  « Statutes of the Order of St. Michel », sur Dr. Jörn Günther Rare Books (consulté le 22 octobre 2022).
64. ↑  « Manuscript Page, Illuminated (Feast of the Transfiguration) », sur Carnegie Museum of Art (consulté le 22 octobre 2022).
65. ↑  « Étienne Colaud (fl. c.1512-41) A Wedding Mass, miniature on a leaf from the Missal of Guy de Baudreuil », sur Christie's (consulté le 22 octobre 2022).
66. ↑  « Lot 7 dessins ancien », sur Millon, maison de vente (consulté le 22 octobre 2022).
67. ↑  « Manuscrit, Érasme, l'éducation d'un prince », sur Coutau-Bégarie & associés (consulté le 22 octobre 2022).
68. ↑  (en) « Lot 28 de la vente du 3 décembre 2013 à Londres », sur Sotheby's (consulté le 30 avril 2015).